# منظمة واجهة
المنظمة الواجهة هي منظمة تُستعمل كغطاء مقبول لممارسة نشاطات إجرامية أو تخريبية. قد تستعملها وكالات استخبارات أو منظمات إجرامية، فالمافيا مثلا تغطي نشاطاتها كأنها تجارة محترمة.